# Долгая дуэль
«Долгая дуэль» (англ. The Long Duel) — британский приключенческий фильм 1967 года, снятый режиссёром Кеном Аннакиным.
Премьера фильма состоялась 27 июля 1967 года.

## Сюжет
Действие фильма происходит в Британской Индии в 1920-х годах. Английский чиновник суперинтендант Стаффорд из британской полиции отдаёт приказ своим людям арестовать целое племя по голословным обвинениям в браконьерстве и кражах.
Племенной вождь Султан, отец маленького мальчика Мунну, чья жена Тара ожидает второго ребёнка, также арестован и содержится в камере с преступниками в форте Наджибабад. Султану, Таре и нескольким другим из его людей удается вырваться из заключения, но Тара и новорожденный ребёнок — умирают. Защищаясь от британского притеснения и тирании, Султан с помощью своих людей решает восстать против англичан, что приводит к ожесточенным битвам и финальной схватке.
Съёмки проходили в Испании.

## В главных ролях
- Юл Бриннер — Султан
- Тревор Ховард — Янг
- Шарлотта Рэмплинг — Джейн Стаффорд
- Гарри Эндрюс — Стаффорд
- Вирджиния Норт — Чампа
- Эндрю Кейр — Гунгарам
- Дино Шафик — Акбар
- Лоуренс Нэйсмит — Макдугал
- Морис Денем — губернатор
- Джимми Лодж
- Джордж Пастелл — Рама Ганд
- Имоджен Хассалл — Тара
- Пол Хардвик — Джамадар
- Дэвид Самнер — Гаяна Сингх
- Рафик Анвар — Пахельван
- Зохра Сехгал — Деви
- Курт Кристиан
- Теренс Йорк
- Патрик Ньюэлл — английский полковник
- Джереми Ллойд — Крабб
- Теренс Александер — английский майор
- Марианна Стоун — жена майора
- Эдвард Фокс — Хардвик
- Тони Кэнел
- Бен Татар
- Джамила Мэсси
- Бакши Прем